# Magaz de Cepeda
Pour les articles homonymes, voir Magaz.
Magaz de Cepeda est une commune d'Espagne dans la province de León, communauté autonome de Castille-et-León. Elle s'étend sur 72,64 km2 et comptait environ 396 habitants en 2015.